# Рождествено (городской округ Шаховская)
Рождествено — деревня в городском округе Шаховская Московской области России.

## Население
| 1852 | 1859 | 1926 | 2002 | 2006 | 2010 |
| ---- | ---- | ---- | ---- | ---- | ---- |
| 222  | ↘205 | ↗361 | ↘27  | ↘12  | ↗25  |

## География
Расположена на автодороге «Балтия» М9, примерно в 4 км к востоку от районного центра — посёлка городского типа Шаховская, на левом берегу реки Хмелёвки, впадающей в Колпяну (бассейн Иваньковского водохранилища).
В деревне 6 улиц. Соседние населённые пункты — деревни Михайловское, Зденежье и Стариково.
Имеется автобусное сообщение с райцентром и городом Волоколамском (маршруты №№32 и 46, а также 32/307, остановка «Стариково»).

## Исторические сведения
В 1769 году Рожествина — деревня Колпского стана Волоколамского уезда Московской губернии, владение Коллегии экономии, ранее Тверского архиерея. В деревне 43 души.
В середине XIX века деревня Рождествино относилась ко 2-му стану Волоколамского уезда и принадлежала Департаменту государственных имуществ. В деревне было 45 дворов, 110 душ мужского пола и 112 душ женского.
В «Списке населённых мест» 1862 года Рожествино — казённая деревня 1-го стана Волоколамского уезда Московской губернии по правую сторону Московского тракта, шедшего от границы Зубцовского уезда на город Волоколамск, в 20 верстах от уездного города, при пруде, с 31 двором и 205 жителями (99 мужчин, 106 женщин).
По данным на 1890 год деревня Рождествено 2-е входила в состав Бухоловской волости Волоколамского уезда, число душ мужского пола составляло 106 человек.
В 1913 году в Рождествено — 52 двора.
По материалам Всесоюзной переписи населения 1926 года — центр Рождественского сельсовета Судисловской волости, проживал 361 человек (164 мужчины, 197 женщин), насчитывалось 67 хозяйств (64 крестьянских), имелась школа.
С 1929 года — населённый пункт в составе Шаховского района Московской области.
1994—2006 гг. — деревня Белоколпского сельского округа Шаховского района.
2006—2015 гг. — деревня сельского поселения Раменское Шаховского района.
2015 — н. в. — деревня городского округа Шаховская Московской области.